# Marogong
Marogong is een gemeente in de Filipijnse provincie Lanao del Sur in het noorden van het eiland Mindanao. Bij de laatste census in 2007 had de gemeente ruim 21 duizend inwoners.

## Geografie

### Bestuurlijke indeling
Marogong is onderverdeeld in de volgende 24 barangays:
| - Bagumbayan - Balut - Bitayan - Bolawan - Bonga - Cabasaran - Cadayonan - Cahera - Cairantang - Calumbog - Canibongan - Diragun | - Mantailoco - Mapantao - Marogong East - Marogong Proper - Mayaman - Pabrica - Paigoay Coda - Pasayanan - Piangologan - Puracan - Romagondong - Sarang |

## Demografie
Marogong had bij de census van 2007 een inwoneraantal van 21.120 mensen. Dit zijn 4.955 mensen (30,7%) meer dan bij de vorige census van 2000. De gemiddelde jaarlijkse groei komt daarmee uit op 3,76%, hetgeen hoger is dan het landelijk jaarlijks gemiddelde over deze periode (2,04%). Vergeleken met de census van 1995 is het aantal mensen met 7.355 (53,4%) toegenomen.

De bevolkingsdichtheid van Marogong was ten tijde van de laatste census, met 21.120 inwoners op 365 km², 57,9 mensen per km².